# Dirk Juch
Dirk Juch (* 8. Oktober 1966 in Oberhausen) ist ein deutscher Sportmanager sowie ehemaliger Fußballspieler und -trainer.

## Karriere
Juch hatte zehn Jahre in der Jugend des Oberhausener Amateurvereins DJK Arminia Klosterhardt gespielt, ehe er über Sterkrade 06/07 in die Nachwuchsabteilung von FC Schalke 04 wechselte. Mit 19 Jahren gehörte er zum Profikader des Zweitligisten Rot-Weiß Oberhausen und kam in der Saison 1985/86 siebenmal zum Einsatz. Er debütierte in der 2. Fußball-Bundesliga am 10. August 1985 beim Oberhausener 3:2-Auswärtssieg in Berlin gegen Hertha BSC. Sein letztes Spiel machte Juch am 11. Mai 1986, dem 38. Spieltag der Saison, beim 2:1-Sieg gegen den VfL Osnabrück. Für den VfL Rhede (fünf Jahre) und 1. FC Bocholt (zweieinhalb Jahre) spielte er in den folgenden Jahren in der Oberliga Nordrhein.
Mit 28 Jahren wurde Juch Spielertrainer beim VfL Rhede, der in der Zwischenzeit bis in die Landesliga Niederrhein abgestiegen war. Fünf Jahre blieb er in Rhede und wechselte dann zum Landesligisten Olympia Bocholt, dessen erste Mannschaft er vier Jahre trainierte. Danach arbeitete er wiederum sechs Jahre in der Jugend des VfL Rhede, bevor er erneut für drei Jahre die Senioren von Olympia Bocholt betreute. Zur Saison 2013/14 wurde Dirk Juch neuer Nachwuchskoordinator beim 1. FC Bocholt und zudem Cheftrainer der U-19-Junioren. Nach drei Monaten wurde er im Oktober beurlaubt. Daraufhin wurde er am 28. November 2013 Trainer beim niederrheinischen Bezirksligisten SV Blau-Weiß Dingden, den er 2019 nach 16-jähriger Abstinenz zurück in die Landesliga führte und mit dem er dort 2022 mit dem zweiten Tabellenplatz seine erfolgreichste Saison feiern konnte. Sein vorerst letztes Spiel als Trainer endete zum Saisonende 2022/23 mit 0:0 im heimischen Sportpark gegen den Aufsteiger in die Oberliga Mülheimer FC 97 und Platz 3 in der Abschlusstabelle der Landesliga Niederrhein Gruppe 2. 
Nach mehr als neunjähriger Trainertätigkeit bei den Dingdenern wechselte Juch dort zum 1. Juli 2023 in das Amt des sportlichen Leiters.